# Óscar Quiñónez
Óscar Esteban Quiñónez Mendoza (Machala, Ecuador, 19 de febrero de 2001) es un futbolista ecuatoriano. Juega de defensa y su equipo actual es Independiente del Valle de la Serie A de Ecuador.

## Trayectoria
Inició su trayectoria en Orense, donde realizó las categorías formativas desde los 14 años. En 2020 tuvo un breve paso por el Baldor Bermeo de la Segunda Categoría de Ecuador, sin embargo regresó a Orense a mitad de año. 
Realizó su debut en el primer equipo de Orense y en la Serie A de Ecuador el 1 de agosto de 2021 bajo la dirección de Andrés García Soler, reemplazando a Julio Angulo en la segunda fecha de la segunda etapa de la Serie A 2021 en un empate 2-2 ante Delfín. Anotó su primer gol profesional el 28 de noviembre de ese mismo año, en la victoria de su equipo 0-2 como visitante ante Olmedo en la jornada 30 de la Serie A 2021.
Dejó Orense el 18 de enero de 2024, después de hacerse oficial su vinculación al Racing de Montevideo de la Primera División de Uruguay.

## Selección nacional

### Categorías inferiores
El 27 de diciembre de 2023, fue incluido por el entrenador Miguel Bravo en la lista de jugadores de la selección sub-23 de Ecuador, para su participación en el preolímpico de 2024 realizado en Venezuela.

#### Participaciones en Preolímpicos
| Campeonato                              | Sede      | Resultado    | Partidos | Goles |
| --------------------------------------- | --------- | ------------ | -------- | ----- |
| Preolímpico Sudamericano Sub-23 de 2024 | Venezuela | Primera fase | 4        | 0     |

## Estadísticas

### Clubes
Actualizado al último partido disputado el 5 de julio de 2025.
| Club                              | Div.          | Temporada     | Liga  | Liga  | Copas nacionales | Copas nacionales | Copas internacionales | Copas internacionales | Total | Total |
| Club                              | Div.          | Temporada     | Part. | Goles | Part.            | Goles            | Part.                 | Goles                 | Part. | Goles |
| --------------------------------- | ------------- | ------------- | ----- | ----- | ---------------- | ---------------- | --------------------- | --------------------- | ----- | ----- |
| Orense · Ecuador                  | 1.ª           | 2021          | 13    | 1     | —                | —                | —                     | —                     | 13    | 1     |
| Orense · Ecuador                  | 1.ª           | 2022          | 25    | 0     | —                | —                | —                     | —                     | 25    | 0     |
| Orense · Ecuador                  | 1.ª           | 2023          | 25    | 1     | —                | —                | —                     | —                     | 25    | 1     |
| Racing · Uruguay                  | 1.ª           | 2024          | 4     | 0     | 0                | 0                | 1                     | 0                     | 5     | 0     |
| Racing · Uruguay                  | Total club    | Total club    | 4     | 0     | 0                | 0                | 1                     | 0                     | 5     | 0     |
| Orense · Ecuador                  | 1.ª           | 2024          | 15    | 0     | 1                | 0                | —                     | —                     | 16    | 0     |
| Orense · Ecuador                  | Total club    | Total club    | 78    | 2     | 1                | 0                | 0                     | 0                     | 79    | 2     |
| Independiente del Valle · Ecuador | 1.ª           | 2025          | 6     | 0     | 0                | 0                | 2                     | 0                     | 8     | 0     |
| Independiente del Valle · Ecuador | Total club    | Total club    | 6     | 0     | 0                | 0                | 2                     | 0                     | 8     | 0     |
| Total carrera                     | Total carrera | Total carrera | 88    | 2     | 1                | 0                | 3                     | 0                     | 92    | 2     |
| 1. 2.                             |               |               |       |       |                  |                  |                       |                       |       |       |